# KS Shkumbini
KS Shkumbini – albański klub piłkarski, z siedzibą w Peqin, grający w Kategoria e Dytë – III lidze.

## Kadra 2016/2017
Stan na 18 kwietnia 2017
| Nr | Poz. | Piłkarz             |
| -- | ---- | ------------------- |
|    | BR   | Selami Ajazi        |
|    | BR   | Denis Peqini        |
|    | OB   | Franc Bali          |
|    | OB   | Endri Ballhysa      |
|    | OB   | Graciano Hasa       |
|    | OB   | Xhulio Jaupi        |
|    | OB   | Anxhelo Meta        |
|    | OB   | Amarildo Lundraxhiu |
|    | OB   | Fadil Meta          |
|    | OB   | Daniel Ramazani     |
|    | OB   | Xhinaldo Tufa       |
|    | OB   | Xhuljan Turhani     |
|    | OB   | Klemend Xhyra       |
|    | PO   | Klajdi Dule         |
|    | PO   | Albano Isaj         |

| Nr | Poz. | Piłkarz           |
| -- | ---- | ----------------- |
|    | PO   | Kevin Kateshi     |
|    | PO   | Emiljano Lluca    |
|    | PO   | Jurgen Nexha      |
|    | PO   | Glen Saja         |
|    | PO   | Fejzo Shenaj      |
|    | PO   | Ivi Shima         |
|    | PO   | Enea Sulkja       |
|    | PO   | Arxhelino Xhardja |
|    | NA   | Shahin Aliaj      |
|    | NA   | Ervis Gjyla       |
|    | NA   | Ervis Kafazi      |
|    | NA   | Xhon Lluca        |
|    | NA   | Erjon Mustafaj    |
|    | NA   | Donald Panganika  |